# 香港保衛戰作戰序列
香港保衛戰作戰序列是香港保衛戰在1941年12月8日爆發時英軍和日軍的作戰序列。

## 英軍

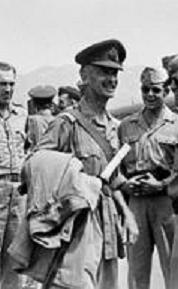
香港保衛戰期間的駐港英軍司令莫德庇少將

- 英國駐軍及要塞司令部[1][2]

駐港英軍司令：莫德庇少將
助理副官及軍需長：安德魯·皮法士准將（Andrew Peffers）
參謀長：蘭西·紐臨上校（Lancey Newnham）

### 地面部隊
英聯邦地面部隊：
- 皇家蘇格蘭兵團第2營，營長西蒙·懷特中校（Simon E. H. E. White）
- 米杜息士兵團第1營，營長哈利·史釗活中校（Henry W. M. Stewart）
- 第7拉吉普兵團第5營，營長約翰·羅連遜中校（John. Cadogan-Rawlinson）
- 第14旁遮普兵團第2營，營長謝拉特·基德中校（Gerald R. Kidd）
- 皇家加拿大來福槍團，營長威廉·荷姆中校（William J. Home）
- 溫尼伯榴彈兵團，營長薜基富中校（John L. R. Sutcliffe）
- 香港華人軍團，營長邁亞少校（Rodney W. Mayer)
- 香港義勇防衛軍[6]，營長哈利·羅斯上校（Henry B. Rose）

第1至第7步兵連
炮兵隊
第1至第4連
第5高射炮連
工兵
訊號兵
裝甲車排
後勤隊
分遣隊
曉士兵團
前線救護隊（Lindsay Ride）
- 皇家炮兵，炮兵司令約翰·麥里奧准將（Tom McCleod）[7]

皇家炮兵第8海防炮兵團，指揮官（Lt. Col. Shelby Shaw）
第12海防炮連，指揮官（Maj. W. M. Stevenson）
第30海防炮連，指揮官（Maj. C. R. Templer）
第36海防炮連，指揮官（Capt. W. N. J. Pitt）
第12海防炮團，指揮官（Maj. Richard L. J. Penfold）
第24海防炮連，指揮官（Capt. E. W. S. Anderson）
第26海防炮連，指揮官（Lt. A. O. G. Mills）
皇家炮兵第5高射炮團（Lt. Col. Fred D. Field）
第7重高射炮連
第1香港及星加坡皇家炮兵團，指揮官（Maj. John C. Yale）
第1山炮連
第2山炮連
第3中型炮連
第4中型炮連
第25中型炮連
第26海防炮連
第17重高射炮連
第18輕高射炮連
第965防衛炮連，指揮官（Maj. Basil T. C. Forrester）
- 皇家工兵[6]（Col. Esmond H. M. Clifford）[6]

要塞工程兵
第22皇家工兵連，指揮官（Maj. D. C. E. Grose）
第40皇家工兵連，指揮官（Maj. D. I. M. Murray）
皇家工兵服務隊

#### 旅部
開戰時設有兩個旅部：
- 大陸旅，旅長華里士准將[9]
- 港島旅，旅長羅遜准將[9]

#### 民防部隊
香港民防及支援部門：
- 軍情六處
- 香港警務處[11]（Commissioner of Police John Pennefather-Evans）[12]

特別後備警隊
特務警察隊
- 消防處，指揮官（Jack Fitz-Henry）[13]
- 防空署
- 聖約翰救傷隊

輔助民防部隊：
- 後備消防隊

### 海軍

#### 皇家海軍

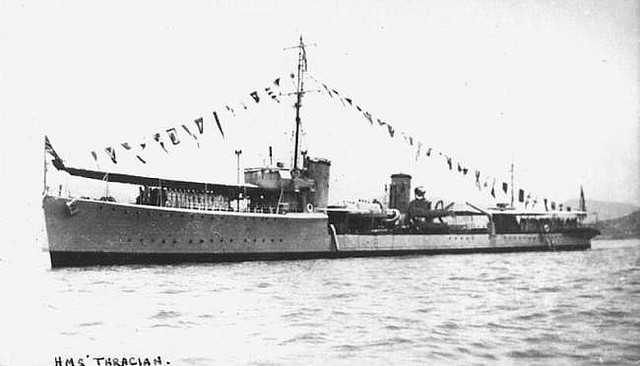
駐港皇家海軍的色雷斯人號驅逐艦

駐港皇家海軍高級軍官：歌連臣准將（Captain Alfred C. Collinson）
駐港皇家海軍：
- 皇家海軍陸戰隊分遣隊，指揮官（Maj. Farrington）[6]
- 添馬艦
- 色雷斯人號（HMS Thracian D86）驅逐艦，開戰當天撤到新加坡，艦長（Lt. Cdr. Arthur Luard Pears）[6]
- 哨兵號（HMS Scout H51）驅逐艦[8][17]，艦長（Lt. Cdr. Hedworth Lambton）[6]
- 珊奈特號（HMS Thanet H29）驅逐艦，開戰當天撤到新加坡，艦長（Lt. Cdr. Bernard Davies）[6]
- 蟬號（HMS Cicala T71）（英语：HMS_Cicala）炮艦，艦長（Lt. Cdr. John C. Boldero）[6]
- 蛾號（HMS Moth T69）炮艦，艦長（Lt. Cdr. R. C. Creer）
- 燕鷗號（HMS Tern T64）（英语：HMS Tern (1927)）淺水炮艦，艦長（Lt. John Douglas）[6]
- 知更鳥號（HMS Robin T65）淺水炮艦，艦長（Cdr. Hugh M. Montague）[6]
- 紅尾鳥號（HMS Redstart M62）佈雷艦 ，艦長（Lt. Cdr. Henry C. S. Collingwood-Selby）[6]
- 香港皇家海軍志願後備隊，指揮官（Lt. Cdr. R. J. D. Vernall）
- 亞歷山德拉皇后皇家海軍護士服務團
- 皇家船塢警察
- 香港船塢防衛隊（Maj. D. Campbell）

第2魚雷艇隊（Lt. Cdr. Gerrard H. Gandy）
- MTB 07，艇長（Lt. R. R. W. Ashby）
- MTB 08，艇長（Lt. L. D. Kilbee）
- MTB 09，艇長（Lt. A. Kennedy）
- MTB 10，艇長（Lt. Cdr. G. H. Gandy）
- MTB 11，艇長（Lt. C. J. Collingwood）
- MTB 12，艇長（Sub-Lt. J. B. Colls）
- MTB 26，艇長（Lt. D. W. Wagstaff）
- MTB 27，艇長（Lt. T. M. Parsons）

### 空軍
- 艦隊航空隊，指揮官（Lt. P. J. Milner-Barry）[8][18]

海象式水上飛機（L2259、L2819）
- 皇家空軍香港站，指揮官（Wng. Cdr. Humphrey）[6] 及（G. Sullivan)[8][19][20]

牛羚式魚雷轟炸機（K2924、K2818、K6370）
- 香港義勇防衛軍航空隊，指揮官（Sq. Ldr. Donald "Sammy" Hill）[8][20]

## 日軍

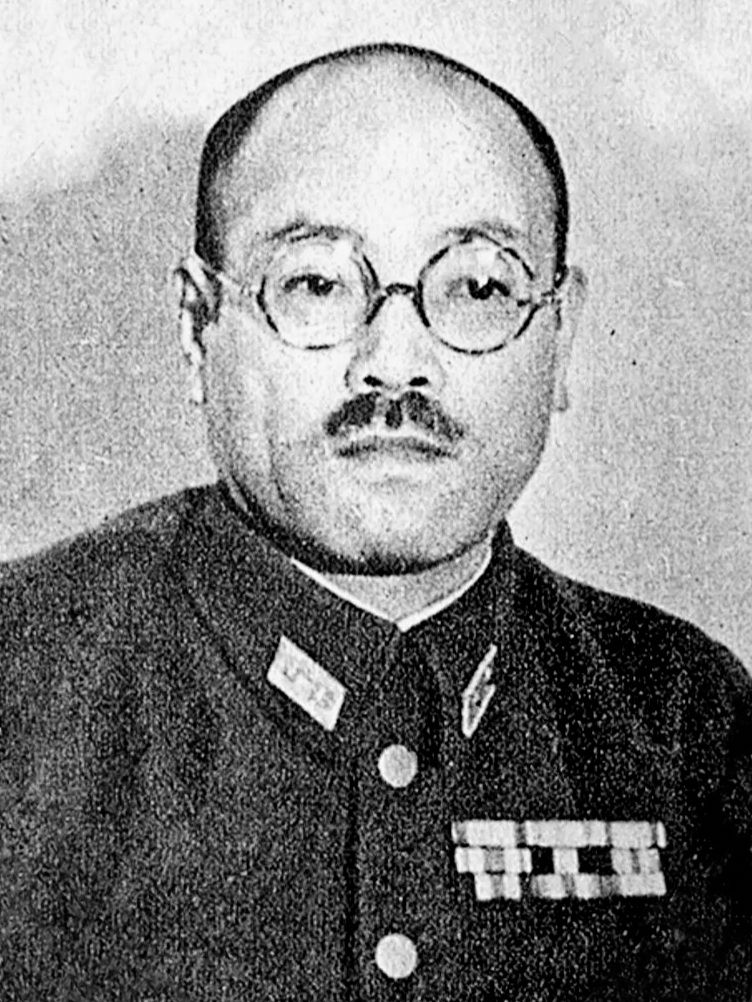
第23軍司令酒井隆中將

- 第23軍

軍司令：酒井隆中將
參謀長：栗林忠道少將
副參謀長：樋口敬七郎少将

### 地面部隊
- 第38師團，師團長：佐野忠義中将[6]
- 第38步兵團長伊東武夫少將

步兵第228聯隊，聯隊長土井定七大佐
步兵第229聯隊，聯隊長田中良三郎大佐
步兵第230聯隊，聯隊長東海林俊成大佐
山炮兵第38聯隊，聯隊長神吉武吉大佐
工兵第38聯隊
輜重兵第38聯隊
獨立工兵第19聯隊
獨立工兵第20聯隊
獨立山炮兵第10聯隊
獨立山炮兵第20聯隊
獨立速射炮第2大隊
獨立速射炮第5大隊
獨立迫擊炮第21大隊
裝甲車中隊
通訊隊
兵器勤務隊
衛生隊
第1野戰醫院
第2野戰醫院
兵馬廠
- 荒木支隊，隊長荒木勝利大佐

第51師團
步兵第66聯隊
- 第1炮兵隊 ，司令北島驥子雄中將[6]

重炮兵第1聯隊
獨立野戰重炮第14聯隊
獨立重炮兵第2大隊
獨立重炮兵第3大隊
獨立臼炮第2大隊

### 海軍
- 第二遣支艦隊[21]

司令: 新見政一中將
參戰艦隊：
- 五十鈴號輕巡洋艦
- 栂號驅逐艦
- 雷號驅逐艦
- 電號驅逐艦
- 鵯號、鵲號、雉號、雁號水雷艇
- 橋立號、宇治號、嵯峨號炮艦

### 飛行部隊
- 第23軍飛行隊：[21][23]

第45戰隊
獨立飛行第10中隊
飛行第44戰隊
第3直協隊
獨立飛行第18中隊

## 書籍資料
- Tony Banham. . UBC Press. 2003. ISBN 978-0-7748-1045-6.
- Kwong, Chi Man; Tsoi, Yiu Lun.   [Exposed Outpost: the Battle of Hong Kong in the Pacific War]. Hong Kong: Cosmos Books Ltd. 2013. ISBN 9789888254347 （中文）.
- Lai, Benjamin. . Bloomsbury Publishing. 2014-06-20. ISBN 978-1-78200-269-7.